# Le canzoni alla radio (singolo)
Le canzoni alla radio è un singolo del cantante italiano Max Pezzali, il primo estratto dalla raccolta omonima, pubblicato il 2 giugno 2017. Il brano vede la partecipazione del chitarrista e produttore statunitense Nile Rodgers.

## Descrizione
Alla presentazione del brano, il cantante pavese ne ha spiegato la sua particolare realizzazione:
Nel brano, oltre alla collaborazione di Nile Rodgers, celebre chitarrista e produttore discografico americano, che Pezzali ha ringraziato pubblicamente per il featuring, è presente anche il basso di Saturnino, lo storico collaboratore di Jovanotti.

## Video musicale
Il video ufficiale del brano, pubblicato il 23 giugno 2017, è stato diretto da Gianluca "Calu" Montesano. Nel videoclip decine di giovani e meno giovani danzano all’aperto nel giardino della Villa Mirabello nel Parco della Reggia di Monza grazie a un dj set a cui prende parte anche il cantante ex 883. Nel video compaiono anche lo storico produttore degli 883, Claudio Cecchetto, e l'ex manager di Max Pezzali, Pier Paolo Peroni, che è anche producer del brano.

## Tracce
1. Le canzoni alla radio (feat. Nile Rodgers) – 4:29

## Classifiche
| Classifica (2017)         | Posizione massima |
| ------------------------- | ----------------- |
| Italia (airplay italiane) | 14                |